# Arturo Menor Campillo
Arturo Menor Campillo (Talavera de la Reina, 24 de juny de 1970), és un biòleg, naturalista, guionista, director de fotografia i director de cinema de naturalesa espanyo.

## Biografia
Va estudiar Ciències Biològiques en la Universitat de Còrdova, posteriorment va ampliar estudis universitaris en la Universitat Complutense de Madrid i en la Universitat de Huelva. Desenvolupa la seva carrera professional en Andalusia i Castella-la Manxa.
Ha estat cofundador de l'Agrupació Naturalista Esparvel i del Centre de Recerques Ambientals del Mediterrani (CIAMED), del qual va ser Secretari General (2003-2014).
És investigador científic del grup Biologia de les aigües epicontinentales de la Universitat de Huelva.
Va ser fundador i director del Festival Internacional de Cinema Científic i Ambiental de Doñana FICCAD (2010-2015).
Dirigeix la productora Acajú Comunicación Ambiental.
És membre de la Acadèmia de les Arts i les Ciències Cinematogràfiques d'Espanya, de l'Acadèmia de Cinema d'Andalusia i de l'Associació Espanyola de Cinema i Imatge Científics (ASECIC).

## Llibres
- Investigación científica y conservación en el Parque Natural Sierra Norte de Sevilla. Ed. Junta de Andalucía, 2007. ISBN 978-84-96776-50-0
- Guía oficial del Parque Natural Sierra Norte de Sevilla. Editorial Almuzara, 2012. ISBN 978-84-15338-41-3
- Doñana, espacio natural, espacio de futuro. Ed. Junta de Andalucía, 2013. ISBN 978-84-616-3271-8

## Filmografia

### Llargmetratges
- WildMed, el último bosque mediterráneo (2014).
- Barbacana la huella del lobo (2018).
- Iberia, naturaleza infinita (2023).

### Curtmetratges
- Amigas del Aire (2009).
- Ecología de la Muerte (2009).
- El regadío sostenible, un modelo de eficiencia hídrica y energética (2009).
- El Guadiamar, un espacio natural de oportunidades (2009).
- El Alma de la Ciudad (2009).
- Avutardas de Osuna (2009).
- El Juego (2010).
- Ciudadeja río Mágico (2010).
- Ecosistemas de la Sierra de Baza: el bosque mediterráneo (2010).
- Ecosistemas de la Sierra de Baza: el bosque de ribera (2010).
- Ecosistemas de la Sierra de Baza: alta montaña (2010).
- Doñana, espacio natural, espacio de futuro (2011).
- ZEPA del Alto Guadiato (2011).
- El regadío sostenible en Andalucía (2011).
- Acciones para la conservación del fósil de una araucaria pérmica (2011).
- Belleza Serena (2012).
- La Paleohuella Ecológica (2014).
- La senda del Lince (2018).
- Darwin se sienta a la mesa (2020).

## Premis
- Premi a la millor pel·lícula de recerca en el XXVI Certamen Unicaja de Cinema Biennal Internacional de Cinema Científic per Ecología de la Muerte (2010).[4]
- Premi ASECIC “Guillermo Zúñiga” a la millor pel·lícula científica en el XV Festival de Cinema de Saragossa per Ecología de la Muerte (2010).[5]
- Premi Fundació Biodiversitat d'Innovació, Lideratge i Comunicació Ambiental al millor curtmetratge per Amigas del Aire (2011).[6]
- Premi RTVA a la millor producció en el Festival Internacional de Cinema de l'Aire per Amigas del Aire (2012).[7]
- Premi a la Millor Pel·lícula de Gran Impacte en el Festival de Cinema de Naturalesa de Vaasa (Finlàndia) per WildMed, el último bosque mediterráneo (2014).[8]
- Grand Prix del Wold of Knowledge International Film Festival, de Sant Petersburg (Rússia), per WildMed, el último bosque mediterráneo (2014).[9]
- Premi Prismas a la millor pel·lícula de divulgació científica atorgat pels Museus Científics De la Corunya, per WildMed, el último bosque mediterráneo (2014).[10]
- Gran Premi a la millor pel·lícula de la Biennal Internacional de Cinema Científic, per WildMed, el último bosque mediterráneo (2014).[11]
- Premi Cadena SER Talavera, per la seva carrera professional (2014).[12]
- Millor Director Novell al Festival de Cinema de Naturalesa del Japó, per WildMed, el último bosque mediterráneo (2015).[13]
- Premi de la Música i Arts Escèniques Ciutat de Talavera, per la seva carrera professional (2015).[14]
- Millor Pel·lícula de Naturalesa en Vol. Festival Internacional de Cinema de l'Aire (Espanya), per WildMed, el último bosque mediterráneo (2017).[15]
- Premi COPE Talavera, per la seva carrera professional (2019).[16]
- Soci d’Honor de l’Asociación Ornitológica Ardeidas, per la seva carrera professional (2019).[17]
- Siñal Mayestros del Festival Internacional de Documental Etnográfico de Sobrarbe Espiello, per la seva carrera professional (2021).[18]
- Menció Especial del Premo Regional de Medi Ambient de Castella-La Manxa, atorgat per la Junta de Comunitats de Castella-la Manxa, per la seva gran trajectòria com a divulgador i documentalista del medi natural de Castella-la Manxa (2021).[19]
- Premi Far de Plata Premi del Públic a la Secció Oficial Cantàbria Infinita del Festival de Cinema de Santander per Iberia, naturaleza infinita (2023).[20]
- Premi a la Millor pel·lícula de natura en vol, Festival de Cinema de l'Aire, Parc Natural de Cazorla, Segura i les Viles, per Iberia, naturaleza infinita (2023).[21]
- Premi al Millor Llargmetratge al XVI Festival de Cinema d'Islantilla, Huelva, per Iberia, naturaleza infinita (2023).[22]
- Premi del públic al XVI Festival de Cinema d'Islantilla, Huelva, per Iberia, naturaleza infinita (2023).
- Premi a la Millor pel·lícula a Biosegura Festival Internacional de Cinema de Món Rural i Medi Ambient, Beas de Segura, per Iberia, naturaleza infinita (2023).[23]
- Nominat als Premis Cinematogràfics José María Forqué com a millor llargmetratge documental per Iberia, naturaleza infinita (2023).[24]
- Premi Cygnus al millor llargmetratge documental, atorgat pel CIMUART Institut per a l'Estudi i Desenvolupament de les Arts i les Ciències Audiovisuals de la Universitat d'Alcalá per Iberia, naturaleza infinita (2024).[25]
- Premi Carmen a la Millor Pel·lícula Documental, atorgat per la Acadèmia de Cinema d'Andalusia, per Iberia, naturaleza infinita(2024).[26]
- Nominat als Premis Goya com a millor llargmetratge documental per Iberia, naturaleza infinita (2024).[27]
- Preseleccionat als Premis Platino com a millor llargmetratge documental per Iberia, naturaleza infinita (2024).[28]